# 더 헌티드
더 헌티드(The Haunted)는 스웨덴의 메탈 밴드이다.